# Miksa Déri

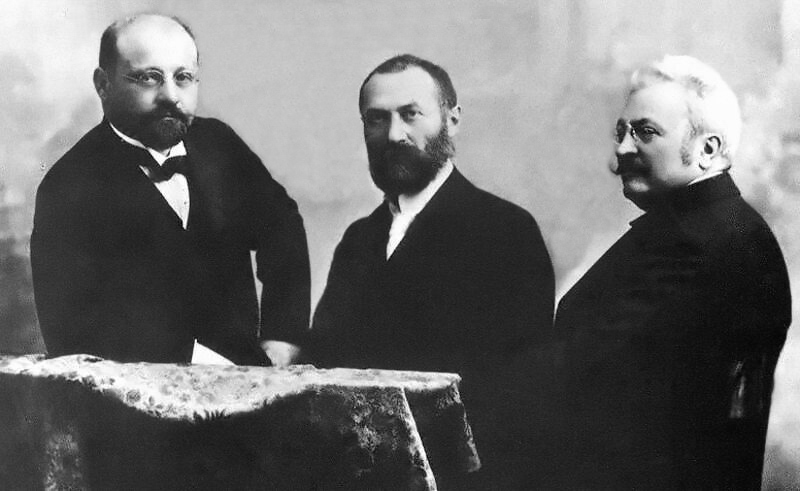
Miksa Déri (a sinistra) con Károly Zipernowsky e Ottó Bláthy

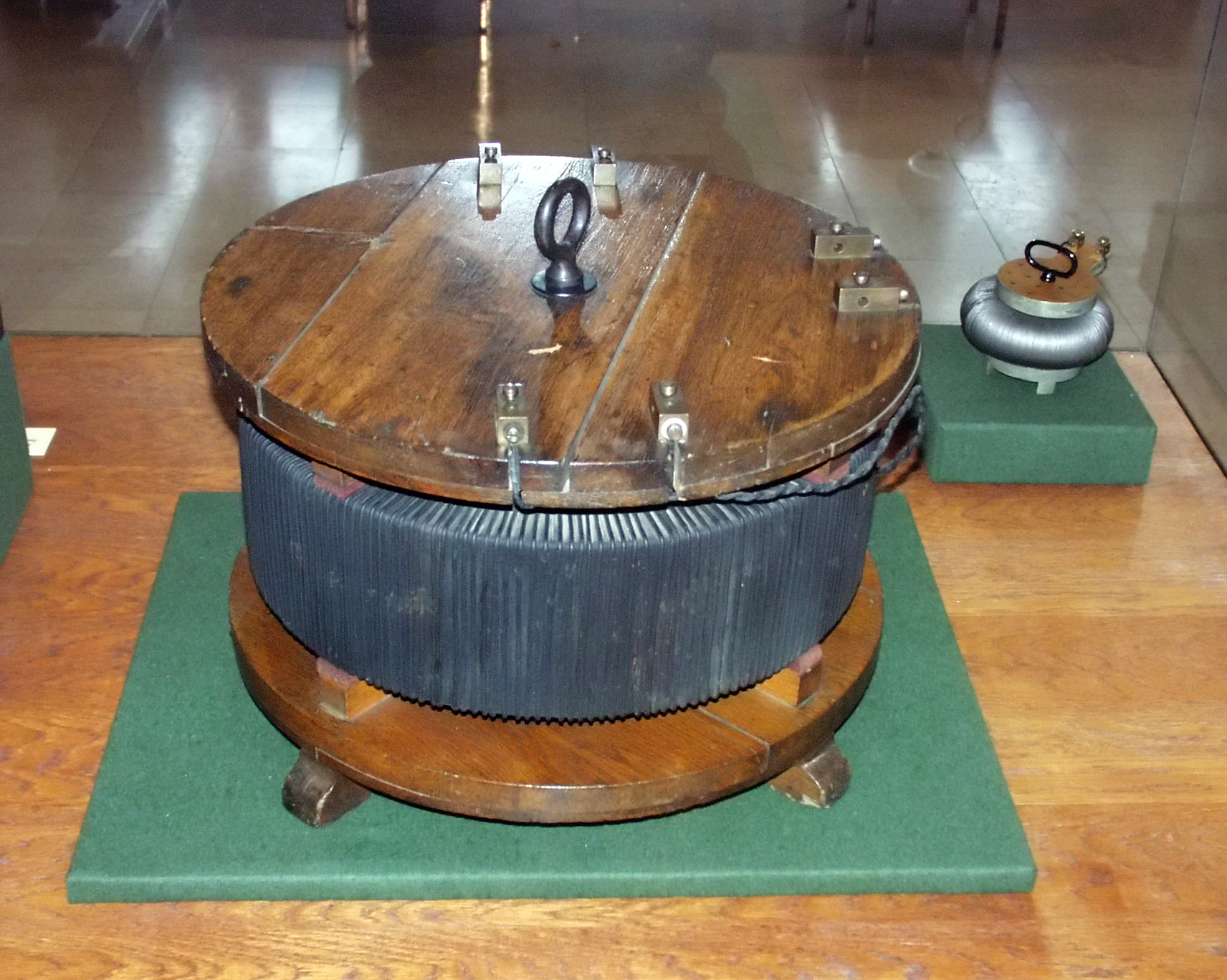
Il trasformatore ZBD (1885)

Miksa Déri (Bač, 24 ottobre 1854 – Budapest, 3 marzo 1938) è stato un ingegnere ungherese.

## Biografia
Fino al 1877 studiò idraulica presso l'Università Tecnica di Vienna. Tra il 1878 e il 1882 si occupò della regolazione del Danubio e del Tibisco. Allo stesso tempo, studiò ingegneria elettrotecnica e dal 1882 lavorò come ingegnere a Budapest, con l'incarico di direttore della società Ganz.
Nel 1882 Miksa Déri insieme con Károly Zipernowsky depositò il brevetto per un alternatore auto-eccitato. Questo generatore alimentò mille lampadine elettriche al Teatro Nazionale di Budapest, che fu il terzo teatro al mondo ad essere illuminato con la luce elettrica, dopo quelli di Londra e di Brno.
Nel 1885 conseguì risultati significativi nello sviluppo del trasformatore con Károly Zipernowsky e Ottó Bláthy; il trasformatore da loro inventato divenne noto come trasformatore ZBD dalle iniziali dei loro cognomi. Déri sviluppò la maggior parte del lavoro sperimentale.
Dal 1889 organizzò e gestì la centrale elettrica di Vienna.
Tra il 1898 e il 1902 lavorò ad applicazioni a corrente continua. Due anni più tardi inventò il motore a repulsione magnetica che porta il suo nome: questo tipo di motore a spazzole trovò larga applicazione in tutto il mondo.